# Parafia Miłosierdzia Bożego w Bielsku Podlaskim
Parafia pw. Miłosierdzia Bożego w Bielsku Podlaskim – rzymskokatolicka parafia należąca do dekanatu Bielsk Podlaski, diecezji drohiczyńskiej, metropolii białostockiej.

## Zasięg parafii

### Miejscowości i ulice
W granicach parafii znajdują się miejscowości:

- Bolesty,
- Dobromil,
- Dubiażyn,
- Gredele,
- Koszki,
- Kozły,
- Lewki,
- Mokre,
- Oleksze,
- Pietrzykowo-Gołąbki,
- Pietrzykowo-Wyszki,
- Piliki,
- Podbiele,
- Rajki,
- Skrzypki Duże,
- Studziwody,
- Szastały,
- Zawady

oraz ulice w Bielsku Podlaskim (w południowej części miasta):

- 30 Lipca,
- Asnyka,
- Baczyńskiego,
- Bagnista,
- Bema,
- Beszty-Borowskiego,
- Bohaterów Września,
- Brańska,
- Długosza,
- Dubiażyńska,
- Dworska,
- Erdmana,
- Gajowa,
- Gomułki,
- Grabniak,
- Jana Pawła II,
- Jarońskiego,
- Jaroszewicza,
- Kraszewskiego,
- Kostycewicza,
- Koszarowa,
- Krótka,
- Leśmiana,
- Leśna,
- Lotnicza,
- Łąkowa,
- Mała,
- Myśliwska,
- Niecała,
- Norwida,
- Nowa,
- Obozowa,
- Olszewskiego,
- Orzeszkowej,
- Parkowa,
- Pronina,
- Prusa,
- Reja,
- Reymonta,
- Słowackiego,
- Sosnowa,
- Sportowa,
- Strzelnicza,
- Studziwodzka,
- Szaniawskiego,
- Szarych Szeregów,
- Świerkowa,
- Taraszkiewicza,
- Tokarzewicza,
- Torowa,
- Wiejska,
- Wodna,
- Wojska Polskiego,
- Wysockiego,
- Wyszyńskiego,
- Zajęcza,
- Żabia,
- Żarniewicza,
- Żurawia.

## Historia
Pierwsze starania związane z organizacją kolejnej parafii w Bielsku Podlaskim na polecenie ks. biskupa Władysława Jędruszuka rozpoczął w roku 1987, ks. mgr Antoni Zajączkowski (proboszcz parafii farnej).
Dekretem z 17 września 1989 roku ks. bp Władysław Jędruszuk administrator apostolski diecezji pińskiej erygował nową parafię pod wezwaniem Miłosierdzia Bożego. Jej pierwszym proboszczem został nominowany dotychczasowy proboszcz z Czeremchy (1986–1989) ks. kan. Marian Wyszkowski.

## Miejsca kultu

### Kościół parafialny
Obecny kościół pw. Miłosierdzia Bożego został zbudowany w latach 1992–2001 według projektu arch. Andrzeja Chwaliboga z Białegostoku.
Świątynia została konsekrowana 21 kwietnia 2001 przez ks. bp. Antoniego Dydycza.

## Proboszczowie
- ks. kan. Marian Wyszkowski (1989–2013)
- ks. kan. dr Dariusz Kujawa (2013–2023)
- ks. kan. mgr Roman Kowerdziej (od 1 sierpnia 2023)